# Macedonia (Iowa)
Macedonia város az Amerikai Egyesült Államok Iowa államában, Pottawattamie megyében. Lakosainak száma 267 fő (2020. április 1.).

## Népesség
A település népességének változása:

| 2010 | 246 |
| 2020 | 267 |